# スロヴェニ・グラデツ
スロヴェニ・グラデツ（Slovenj Gradec (発音 [slɔˈʋeːŋ ˈɡɾaːdəts] ( 音声ファイル); ドイツ語: Windischgrätz）は、スロベニアのコロシュカ地方に位置する都市であり、そして地方行政区画としての市でもある。11の特別市のうちの1つである。

## 出身者
- フーゴ・ヴォルフ - 作曲家
- ヴィンディッシュ＝グレーツ家
- カタリナ・スレボトニク - 女子テニス選手